# Kataláza

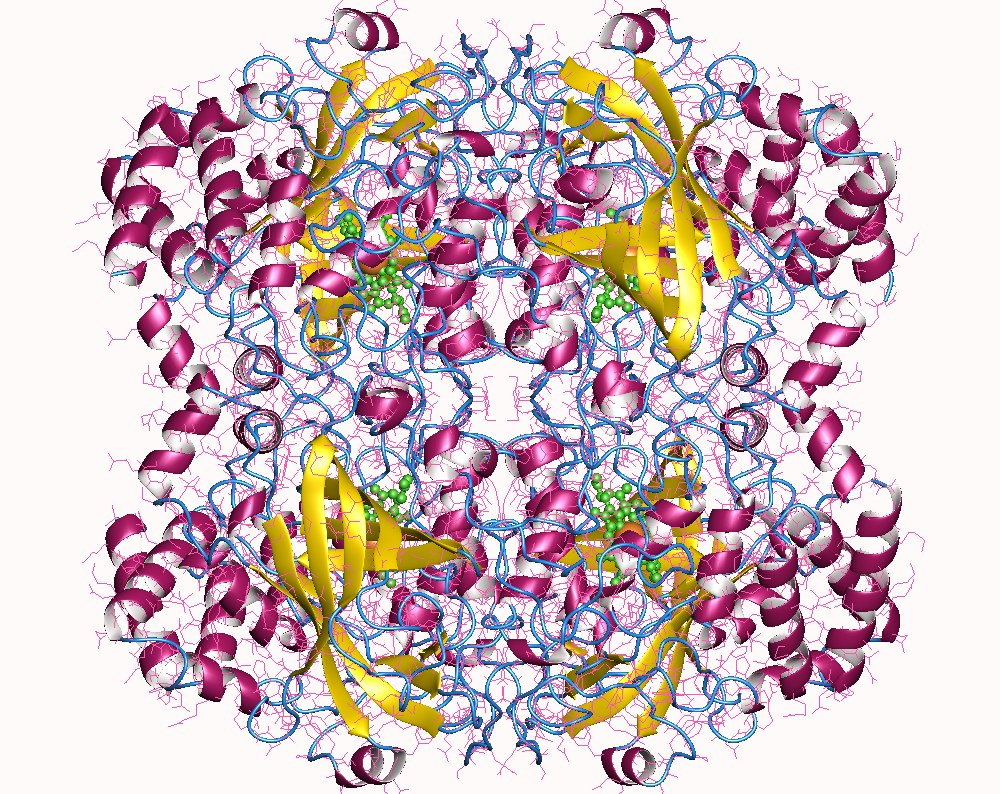
300 pxTetramer katalázy z lidského erytrocytu

Kataláza (též katalasa) je běžný enzym vyskytující se téměř ve všech živých organismech vystavených kyslíku. Funguje jako katalyzátor rozkladu peroxidu vodíku na vodu a kyslík. Kataláza má jedno z nejvyšších čísel přeměny ze všech enzymů. Jediná molekula katalázy může převést na vodu a kyslík miliony molekul peroxidu vodíku za sekundu.
Kataláza je tetramer čtyř polypeptidových řetězců, každý je složen z více než 500 aminokyselin. Obsahuje čtyři porfyrinové hemové (železnaté) skupiny, které umožňují enzymu reagovat s peroxidem vodíku. Optimální pH pro lidskou katalázu je okolo 7 a rozmezí maxima funkce je skutečně široké (míra reakce se znatelně nemění v rozmezí pH 6,8 až 7,5). Optimum pH pro jiné katalázy se pohybuje mezi 4 a 11 v závislosti na druhu. Také optimální teplota se liší podle druhu.

## Patologie
- Peroxisomální porucha nazývaná akatalázie je způsobena deficitem funkce katalázy.

- Vitiligo vykazuje omezené působení katalázy

## Interakce
Kataláza vykazuje interakce s ABL2 a genem Abl.